# Хіно-Мару № 1
Хіно-Мару № 1 — транспортне судно, яке під час Другої світової війни брало участь у операціях японських збройних сил на Тихому океані.
Судно спорудили в 1929 році на верфі Mitsubishi у Кобе для компанії Nihon Shokuen. З 1940-го воно належало компанії Hinomaru Kisen.
В якийсь момент судно задіяли у операціях японських збройних сил на Тихому океані.
13 квітня 1944-го «Хіно-Мару № 1», на борту якого знаходилось 2 зенітні гармати, прожекторне обладнання та 45 бійців загону ППО, попрямувало у складі конвою з острова Хальмахера до Амбону (Молуккські острови у Індонезії). За дві години по опівночі 16 квітня в морі Серам за дві сотні кілометрів на північний захід від Амбону конвой атакував американський підводний човен USS Capelin, якому вдалось потопити два транспорти. Одним з них було «Хіно-Мару № 1», разом з яким загинуло 19 членів екіпажута 19 військовослужбовців.